# Moondance (chanson de Van Morrison)
Singles de Van Morrison
Joyous Sound
(1977) Wavelength
(1978)
Moondance est une chanson de l'auteur-compositeur-interprète nord-irlandais Van Morrison, la chanson-titre de son album Moondance sorti sur le label Warner Bros. Records au début de 1970.
Publiée en single (sur le label Warner Bros. Records) en 1977, la chanson a atteint la 92e place du Hot 100 du magazine musical américain Billboard, passant en tout 4 semaines dans le chart,.
En 2004, Rolling Stone a classé cette chanson, dans la version originale de Van Morrison, 226e sur sa liste des « 500 plus grandes chansons de tous les temps ». (En 2010, le Billboard a mis à jour sa liste, maintenant la chanson est 231e.)

## Personnel
Source : « Moondance - van Morrison | Credits | AllMusic »
- Van Morrison – chant, guitare
- John Platania – guitare
- John Klingberg – basse
- Jack Schroer – saxophone alto
- Collin Tilton – saxophone ténor, flûte
- Jeff Labes – piano
- Gary Mallaber – batterie

## Composition
La chanson a été écrite, composée et produite par Van Morrison lui-même.